# Fredo Corleone
Frederico "Fredo" Corleone er en fiktiv karakter i Mario Puzos roman The Godfather (1969). Fredo bliver spillet af den amerikanske skuespiller John Cazale i Francis Ford Coppola filmatisering fra 1972 og i efterfølgeren The Godfather Part II fra 1974.
Han er den anden søn af den sicilianske don Vito Corleone (Marlon Brando og Robert De Niro). Fredo er lillebror til Sonny (James Caan) og storebror til Michael (Al Pacino) og hans søster, Connie (Talia Shire). Corleone-familien consigliere Tom Hagen (Robert Duvall) er hans uformelt adopterede bror.
Fredo er svagere og mindre intelligent ens sine brødre, og han har kun ringe magt og status i Corleone-familien. I roman er Fredos primære svaghed hans promiskuitet, en vane han får efter at være flyttet til Las Vegas og gør at han får i faderens unåde. I filmene er Fredos følelse af utilstrækkelighed og hans manglende evne til at handle effektivt på egne vegne er de karakterfejl, der fører til større konsekvenser for både ham og familien.